# Safsaf El Ouesra
Safsaf El Ouesra è un comune dell'Algeria, situato nella provincia di Tébessa.